# Воден, Алексей Михайлович
Алексей Михайлович Воден (1 ноября 1870, Трубчевск, Орловская губерния, — ум. после 1932 года) — русский марксист, журналист, переводчик.

## Биография
Детство провел в посаде Клинцы Черниговской губернии, где его отец служил фабричным врачом.
Под влиянием двоюродного дяди Н. К. Судзиловского (Русселя) рано заинтересовался революционным движением.
Учился в Новгород-Северской гимназии. В ней был библиотекарем нелегальной библиотеки. В 1889 году, окончив гимназию с золотой медалью, поступил в Санкт-Петербургский университет на естественный факультет. Поддерживая переписку с Судзиловским, в 1888 году познакомился через него с Г. В. Плехановым.
В Петербурге в течение 1889—1891 годов поддерживал тесные отношения с П. Б. Струве, Д. В. Странденом, А. Н. Потресовым и другими, а также с социал-демократической группой технологов («брусневцами»). Уже тогда начал переводить немецкую социал-демократическую литературу.
В ноябре 1890 года из-за нервного переутомления уехал в Черниговскую губернию, где предпринял неудачную попытку застрелиться. В апреле 1891 года вернулся в Петербург. Участвовал в первой маёвке в 1891 года, произнёс одну из речей на похоронах Н. В. Шелгунова. В начале 1892 года, сдав экзамены за 1-й курс, уехал учиться в Берлинском университете. Затем отправился в Швейцарию.
Долго был близок к Г. В. Плеханову, В. И. Засулич и их кругу.
В 1895 году был соучастником швейцарской встречи Ленина и Плеханова.
В 1896—1900 годы жил в Лондоне, там с 1897 по 1899 год был корреспондентом легальных марксистских ежемесячников «Новое Слово» и «Начало» (под псевдонимом «Скептик»).
Докторская диссертация о критике построений Риккерта, «К критике трансцендентальной психологии», была защищена в Мюнхене в 1909 году.
В Россию вернулся в 1910 (1909?) году, через некоторое время заболел от крайнего переутомления нервным расстройством и снова стал работоспособен только в 1919 году.
В 1920—1922 годах был преподавателем 2-й ступени в Чухлинской и Люберецкой школах, а в 1922 поступил на работу в Институт Маркса и Энгельса, где проработал до 1931 г., принимал весьма деятельное участие в подготовке к печати ряда сочинений Маркса и Энгельса и их переписки (главным образом им подготовлены немецкое и русское издания диссертации Маркса). С 1931 по 1933 старший научный сотрудник библиотеки Комакадемии.  
Перевёл труды: Пельмана «История античного социализма и коммунизма», Жореса «История Великой Французской революции», Вундта «Реализм критический и наивный», Риккерта «Границы естественно-научного образования понятий», ряд работ Гегеля, Учредительный адрес и статуты первого Интернационала и другие произведения.